# 阿列克西伊夫卡 (波洛希区)
47°14′12″N 36°31′35″E / 47.23667°N 36.52639°E
阿列克西伊夫卡（烏克蘭語：Олексіївка）是位於烏克蘭東南部的村莊，由扎波羅熱州波洛希區的斯米爾諾韋市鎮負責管轄。該村面積5.39平方公里，海拔高度203米，2001年人口1,355，人口密度每平方公里251.39人。